# Плахта
Пла́хта — нешитая поясная часть женского украинского национального костюма в восточной, южной, центральной Украине типа юбки. Изготавливалась из полотнищ красочной клетчатой шерстяной ткани. Плахта представляет собой полотнище длиной до 4 метров, сотканное из окрашенной шерсти с более или менее прихотливым узором. Так же как и запаска, плахта является очень старинной одеждой. Как запаска, так и плахта были одеждой нижней части тела с казацких времён, когда одежда отличалась особой пышностью. Плахты в казацкие времена изготавливали из шёлка, вышивая поверх золотыми и серебряными нитями.

## Значение
Девушкам, которые достигли половой зрелости, во время инициации могли символически надевать плахту — посвящая их в «девство». Плахта как символ плодородия должна была оберегать сакральные части тела девушки, придавая им силы плодородия будущей женщины.

## Крой плахты
Плахта шилась из двух полотнищ (гривок) полтора-два метра длиной, которые сшивались приблизительно наполовину или на две трети. После этого они перегибались вдвое так, чтобы сшитая часть охватывала фигуру сзади, а несшитые крылья (укр. криси) свободно свешивались по сторонам.

## Узор
Плахты могли быть чёрного, синего, красного, зелёного и жёлтого цветов. Узор на плахтах располагается в шахматном порядке. Сам узор и цвет плахт зависел от конкретной местности. На Черниговщине носили преимущественно зеленые плахты, а на Полтавщине — желтые. Последние плахты ткались в основном в Сорочинцах, они были красного, зелёного, синего и белого цветов. В Диканьке, Шишаках и Решетиловке ткались плахты со звездочками. Узоры из плахт постепенно перешли на узоры подушек.
В конце XIX начале XX века плахты начали выходить из обихода, но ещё оставались в некоторых местностях на Левобережье и на Киевщине. Узоры стали более простыми и непритязательными. Каждый из узоров имел своё название: клетчатая, синятка, розовая, рогатка, закладяна, трещата и т. д.
Спереди плахты, где был разрез, всегда носили фартук. Плахты были шерстяные, а зажиточные женщины носили полушелковые плахты.
Гуцулы и частично бойки носили вместо плахты запаски, часто прихотливо тканые с металлической и шелковой нитью. Такие запаски были чаще всего ярко-желтого цвета, иногда синего или изредка и других цветов. Такие запаски были сшиты в поперечные полосы, а не в клеточку, как на остальной Украине. В Буковине и Бессарабии запаски были чёрного цвета с более-менее пестрым краем внизу.
В западных областях Украины — верхняя одежда из полотна. У поляков, лужичан, словаков — головная и наплечная накидка.

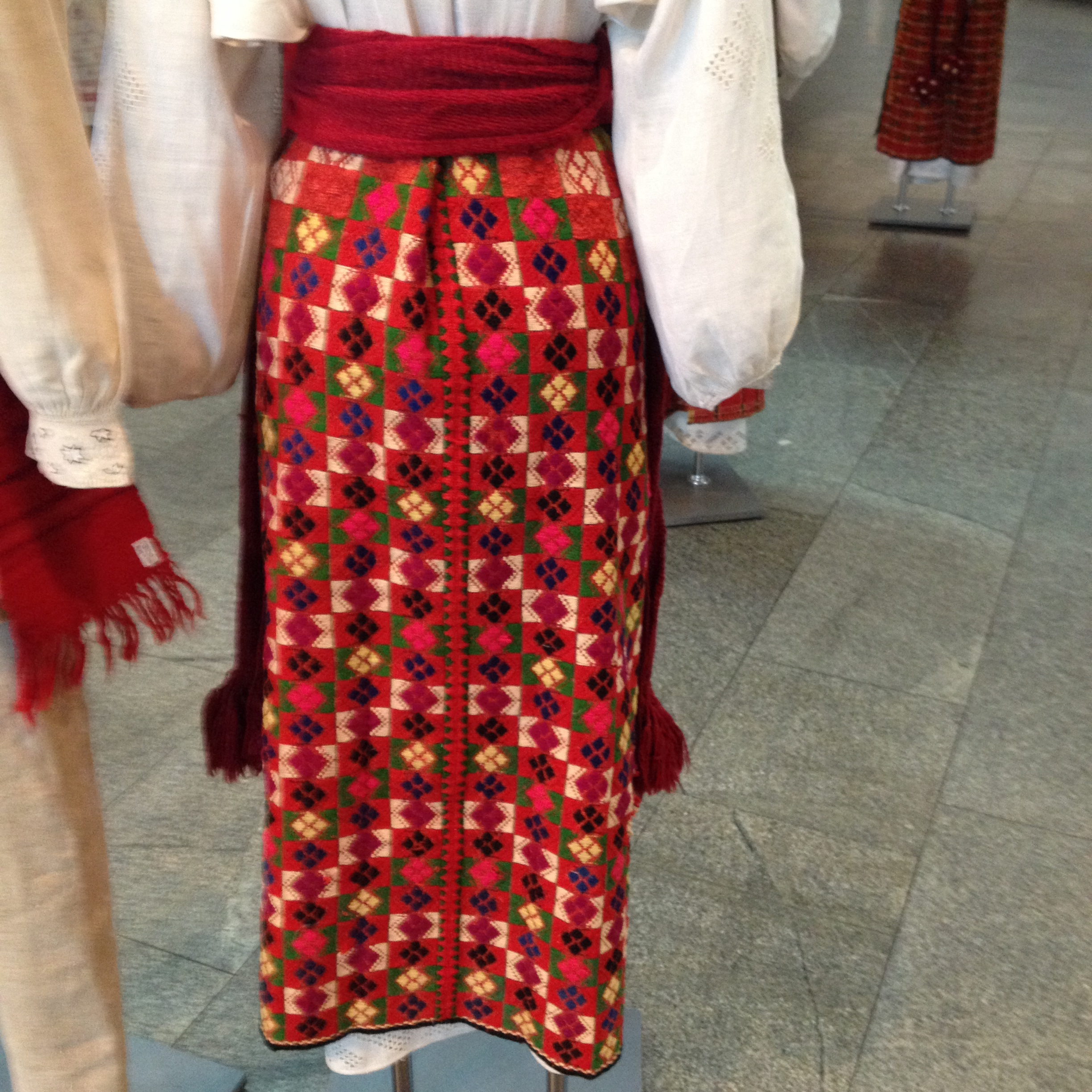
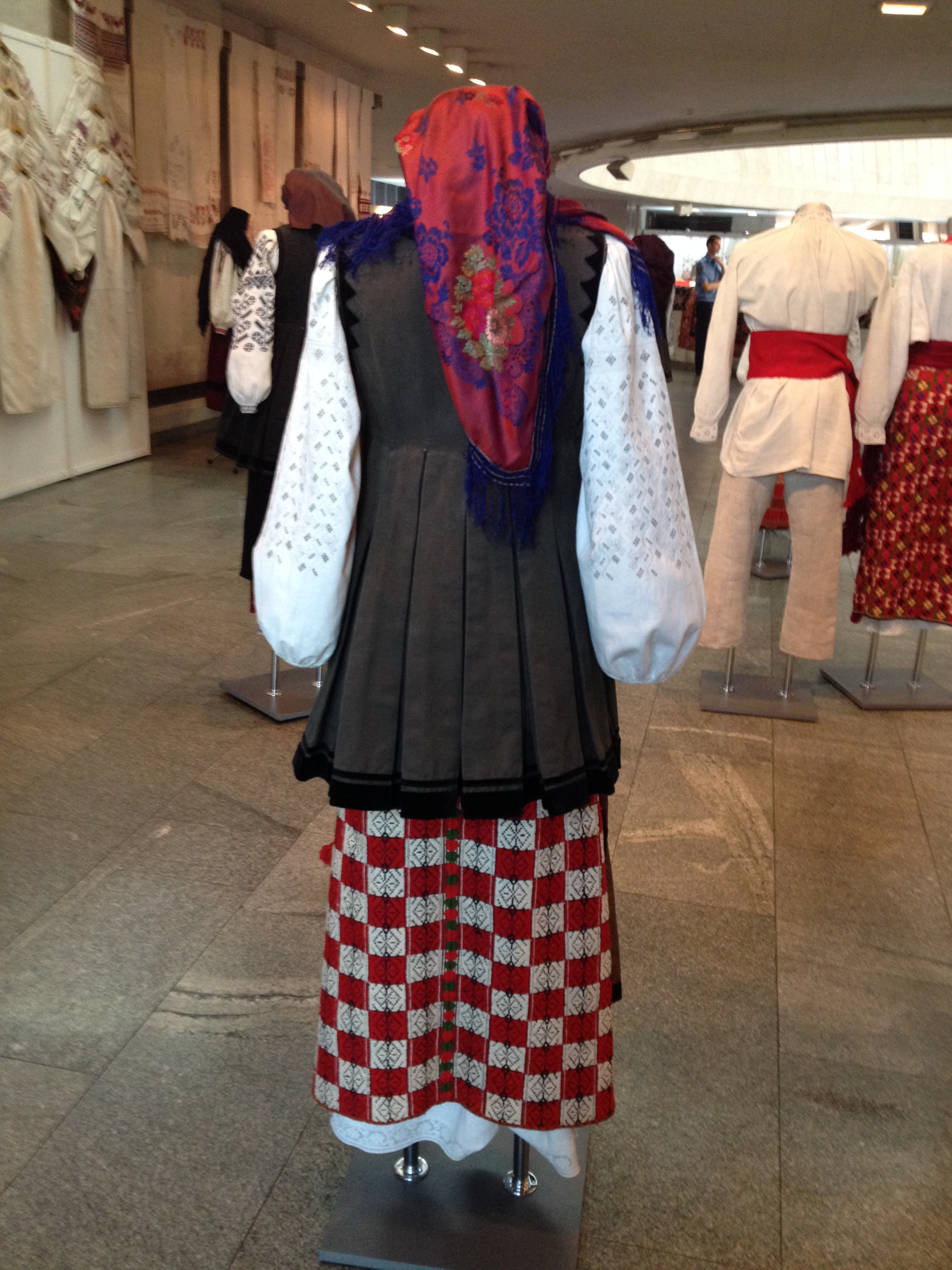
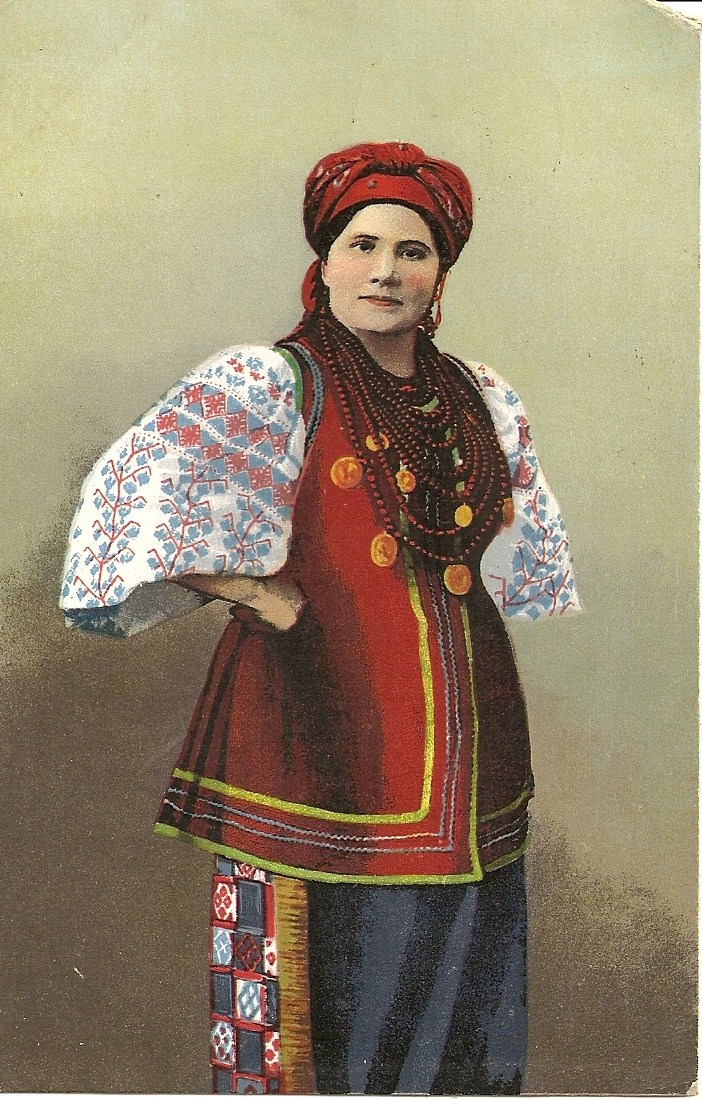
Плахта с фартуком
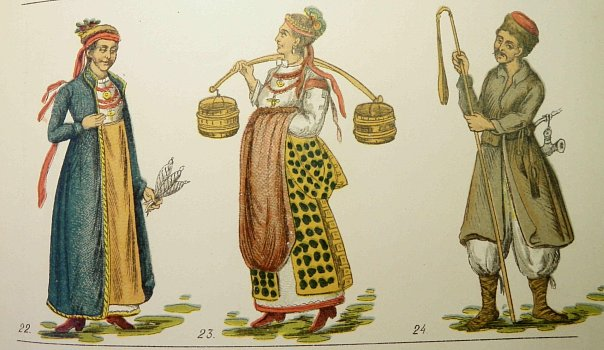
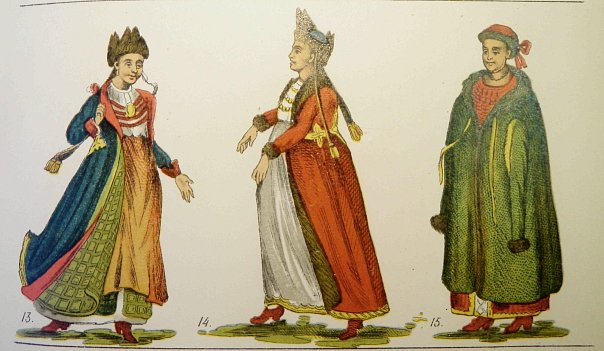
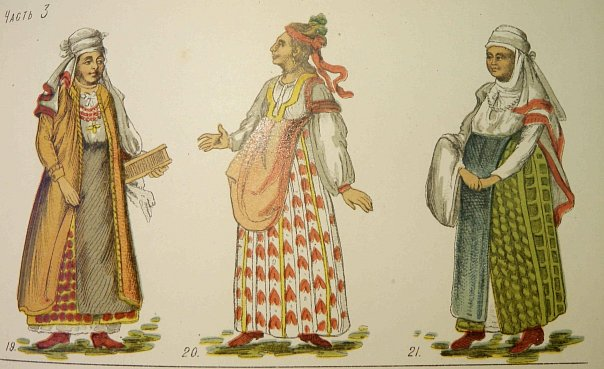
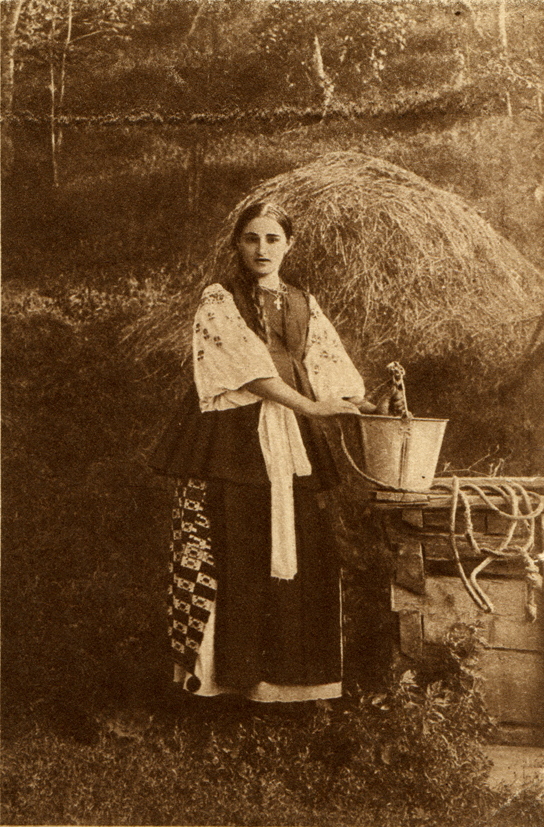
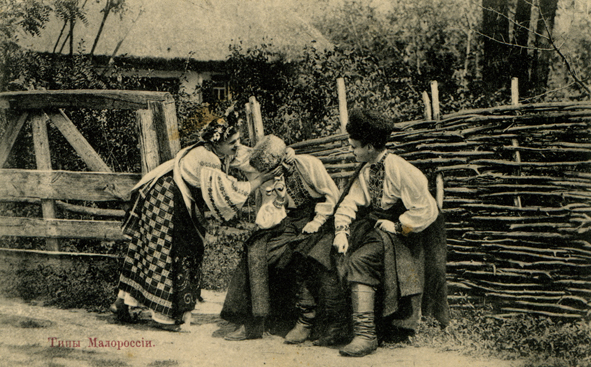

## Ссылка
- Плахта (недоступная ссылка) // Большой толковый словарь современного украинского языка. — 5-е изд. — К. ; Ирпень : Перун, 2005. — ISBN 966-569-013-2.
- Плахты на сайте коллекции Кровець (недоступная ссылка)